# Sân bay Dallas Love
Sân bay Dallas Love (mã sân bay IATA: DAL, mã sân bay ICAO:, mã sân bay FAA LID) là một sân bay 10 km về phía tây bắc khu trung tâm Dallas, tiểu bang Texas, Mỹ. Năm 2009, sân bay này phục vụ 3.675.861 lượt hành khách lên máy bay, là sân bay bận rộn thứ 50 theo tiêu chí số khách lên máy bay.
Sân bay này đã là sân bay chính cho Dallas cho đến năm 1974, khi sân bay quốc tế Dallas-Fort Worth khai trương. Sân bay Dallas Love ngày nay là sân bay thứ cấp của Dallas và phục vụ như một thành phố tập trung chủ yếu cho hãng Southwest Airlines, có trụ sở công ty trên cơ sở sân bay. Continental Express, Delta Connection, và United Express cũng cung cấp các dịch vụ từ sân bay Dallas Love.